# 토드 캔트웰
토드 오언 캔트웰 (Todd Owen Cantwell, 1998년 2월 27일 ~ )는 잉글랜드의 축구 선수이며, 블랙번 로버스에서 미드필더로 뛰고 있다.